# Call It Murder
Call It Murder (Alternativtitel: Midnight frei übersetzt Nenn es Mord/Mitternacht) ist ein US-amerikanisches Filmdrama aus dem Jahre 1934 von Chester Erskine mit Sidney Fox, O. P. Heggie und Henry Hull in den Hauptrollen. Das Drehbuch von Paul und Claire Sifton basiert auf ihrem Theaterstück Midnight, produziert durch The Theatre Guild (New York, 29. Dezember 1930). Humphrey Bogart ist hier in seinem zehnten abendfüllenden Film besetzt.

## Handlung
Ethel Saxton hat ihren Ehemann im Affekt getötet und steht nun vor Gericht. In einem bewegenden Plädoyer versucht sie dem Gericht, der Jury und den Zuschauern, unter denen sich auch der Journalist Bob Nolan befindet, zu erläutern, wie sehr sie ihren Mann geliebt und dass sie nichts mehr gefürchtet habe, als dass er sie verlassen könnte. Es war eine toxische Beziehung zwischen ihr und einem gewissenlosen, untreuen Mann, der sie verachtete und die Absicht hatte, sie zu verlassen. Er hat die Ersparnisse beider abgehoben, um mit einer anderen Frau durchzubrennen. Die Geschworenen unter dem Vorsitz von Edward Weldon müssen über die Schwere des Vergehens befinden und sprechen die Angeklagte am Ende schuldig, die Tat vorsätzlich begangen zu haben, da sie zugibt, das abgehobene Geld nach der Tötung ihres Ehemanns an sich genommen zu haben. Ethel Saxton wird zum Tod verurteilt. Unter den Zuschauern des Prozesses befindet sich auch Stella, Weldons Tochter, die ihrerseits überzeugt ist, dass die Verurteilte die Tat aus Leidenschaft beging und daher die Todesstrafe nicht verdient hat.
Vier Monate später soll das Urteil vollstreckt werden. Die öffentliche Meinung steht dem Urteil der Geschworenen-Jury entgegen und setzt Weldon zu. Dieser will davon nichts wissen in der Überzeugung, dem Gesetz gegenüber seine Pflicht getan zu haben. Für eine gute Story will Bob Nolan in Weldons Nähe gelangen. Von dessen Schwiegersohn Joe Biggers lässt er sich unter einem Vorwand inkognito ins Haus einschleusen. Immer wieder spricht er Weldon auf den Fall an, auch als Besuch da ist, mit dem sich Weldon beim Kartenspiel die Zeit vertreibt. Im Hintergrund lassen Joe und Nolan ein Radio eingeschaltet, da in einer Sondersendung live von Saxtons Hinrichtung berichtet werden soll. Auf diese Weise will Nolan eine Reaktion von Weldon erzwingen. Dieser weicht jedoch nicht von seiner harten Linie ab.
Kurz vor Mitternacht verlässt Stella Weldon das Haus, um ihren Liebhaber Gar Boni zu treffen. Sie hatte ihn anfangs des Prozesses kennengelernt und will sich nun von ihm verabschieden, da er für mehrere Monate nach Chicago geht. Als Boni ihr sagt, dass es vorbei sei und er Schluss mit ihr mache, wird Stella schlagartig klar, dass sie für ihn nur ein Spielzeug war und er nie ernste Absichten hatte. Und dass zu dem Zeitpunkt, da sie glaubt, schwanger von ihm zu sein. Um Punkt Mitternacht spitzt sich die Lage zu: Als im Radio Saxtons Hinrichtung live übertragen wird, gibt sich Nolan als Journalist zu erkennen. Und tatsächlich lässt sich Weldon daraufhin zu einem Gefühlsausbruch hinreißen. Er äußert sich gegenüber der vor seinen Haus versammelten Meute und stellt nochmals klar, dass er wieder so handeln würde, wenn das Gesetz es erfordere. Zur selben Zeit wird Gar Boni erschossen. Kurze Zeit später kommt Stella mit dessen Pistole zurück nach Hause und bezichtigt sich selbst des Mordes. Auch Nolan hat etwas beobachtet und bietet an, die Sache mit seiner Story in der Zeitung zu bereinigen.
Stella gibt ihre Schuld zu und nimmt dabei in Kauf, wie Ethel Saxton auf dem elektrischen Stuhl zu enden. Ihr Vater fühlt sich hin- und hergerissen. Zum einen kann er nicht lügen, weil er damit das Gesetz verraten würde, zum anderen will er seine Tochter nicht opfern. Auf Anraten Nolans ruft er den Bezirksstaatsanwalt zu sich, der kurze Zeit später erscheint. Dieser lässt Stella noch einmal genau erzählen, was sich zugetragen hat. Am Ende schlussfolgert der Staatsanwalt, dass Stella den Mord gar nicht begangen haben kann. Sie habe sich nur eingebildet selbst geschossen zu haben, da sie von Trauer, Eifersucht und Liebe aufgewühlt und einem Nervenzusammenbruch nahe war und sich dann mit Ethel Saxton identifiziert habe. Und so wird ein Szenario erfunden, in dem Gar Boni bei einer Schießerei aus einem vorbeifahrenden Auto der Gangland-Szene getroffen wurde. Es sei wahrscheinlich so, dass dieser Fall nie aufgeklärt werden könne. Stella Weldon kommt ungeschoren davon.

## Produktion

### Produktionsnotizen, Dreharbeiten, Hintergrund
Produktionsfirma war die All Star Productions; gedreht wurde in den Biograph Studios, Bronx, New York City. 
Humphrey Bogart kehrte für diesen Film vom Broadway nach Hollywood zurück. Alan G. Barbour schrieb in seiner Biografie über Bogart, dass dieser es stets bedauert und bereut habe, dass er sich zu diesem Abstecher habe verleiten lassen, um eine so triviale Rolle in einem Film zu übernehmen, die zu seiner Förderung als Filmschauspieler kaum beigetragen habe.
Richard Whorf gab in diesem Film sein Debüt ebenso wie Chester Erskine, der sein Regiedebüt gab. In einer Kritik im Motion Picture Herald wurde Midnight als Film für Erwachsene und eine Tragödie bezeichnet. Bogart und Sidney Fox waren zuvor 1931 zusammen im Universal-Film The Bad Sister aufgetreten. Dem Film stand ein geschätztes Budget von 1.000.000 $ zur Verfügung. Im Soundtrack des Films ist Musik von Felix Arndt zu hören, die aus dem Radio tönt, als Nolan Joe Biggers etwas demonstriert.
Matthias Merkelbach befasste sich auf der Seite Film Noir mit dem Film und führte aus, dass Humphrey Bogart, der seinerzeit auf dem achten Platz auf der Besetzungsliste geführt worden sei, bereits 1934 sowohl sein Gesicht als auch seinen Namen auf Filmplakaten der Erstveröffentlichung unter dem Titel Midnight habe wiederfinden können und ihm, „dem späteren Weltstar“, zudem die besten Filmdialoge gehört hätten.

### Veröffentlichung
Der Film wurde in den USA am 29. Januar 1934 unter dem Titel Midnight uraufgeführt. Bei der Wiederaufführung am 13. September 1947 bekam der Film den Titel Call It Murder. In Australien wurde er am 22. September 1934 erstaufgeführt. Veröffentlicht wurde er zudem in Argentinien, Brasilien, Kanada, Finnland, Frankreich, Indien, Italien, Japan, in der Sowjetunion, in Spanien, im Vereinigten Königreich sowie in Venezuela.
Die deutsche Erstaufführung des Films fand erst mit der DVD-Veröffentlichung am 24. Januar 2008 statt. Diese erschien bei der flashpoint AG. Auf ihr ist die englische und die deutsche Fassung enthalten. In der deutschen Synchronfassung wird eine durchgängige Hintergrundmusik eingespielt, die im Original nicht zu hören ist. Die DVD enthält keine Untertitel.

## Rezeption

### Kritik
Andre Sennwald befasste sich mit dem Film für die New York Times und führte aus, dass das Melodram unter Erskines Regie als nervöse und etwas hysterische Geschichte auf die Leinwand gebracht werde, die gelegentlich verschwommen daherkomme, aber durchweg fesselnd sei. Mr. Erskine habe der Filmgeschichte eine kraftvolle, bewusste Qualität verliehen, die dazu beitrage, die Spannung aufrechtzuerhalten und aufzubauen. Die Schauspieler, zumindest die meisten von ihnen, seien ausgezeichnet. Sidney Fox als junge Tochter vermittle einen naiven Eindruck und O. P. Heggie als Vater unterstreicht die Wirksamkeit der Rolle durch seine Tendenz, lauthals zu leiden. Aber auch Henry Hull als aufdringlicher Reporter, Helen Flint als Mörderin, Humphrey Bogart als Gangster, Moffat Johnson als Bezirksstaatsanwalt, Lynn Overman als geistloser Sohn der Familie und Margaret Wycherly als Mutter seien alle bewundernswert.
Sophie Soligny von Another Film Another Planet erläuterte, dass der Film bei seiner Veröffentlichung im Jahr 1947 in Call It Murder umbenannt worden und Humphrey Bogart, der inzwischen zum Star geworden sei, die Ehre gehabt habe, das Plakat zu schmücken. Auch wenn der Schauspieler bereits über diesen Schleim und den sarkastischen Tonfall verfügt habe, den man mit ihm verbinde, spielte er in dieser Geschichte dennoch nur eine untergeordnete Rolle. Der Film profitiere von einer soliden Besetzung, darunter ein perfekter Henry Hull als erfahrener Journalist. Auch die geniale Sidney Fox sei Teil der Besetzung.
Frank Showalter meinte, er sei sich nicht sicher, was dieser Film dem Zuschauer sagen wolle. In Bezug auf Bogarts Mitwirkung schrieb er, dieser schlage sich zwar gut, sei in seinen Augen aber eine Fehlbesetzung. Die Rolle verlange nach jemandem, der körperlicher und einschüchternder sei, wie beispielsweise Paul Muni. Außerdem vermute er, dass der Name der Figur, Gar Boni, ein rassistisches Vorurteil habe andeuten sollen, das dem niederländisch-englischen Bogart entgehe. Im Gegensatz zu seiner Top-Besetzung in Neuauflagen spiegele Bogarts ursprünglich achter Besetzungsrang seine Leinwandzeit in diesem „vergessenswerten“ Werk besser wider.
In der Videowoche war zu lesen, dass dem Drama aus den frühen dreißiger Jahren anzumerken sei, dass es sich um die Adaption eines Bühnenstücks gehandelt habe. Regisseur Chester Erskine nütze die weitgehende Beschränkung auf das Haus der Weldons als fast schon klaustrophobischen Handlungsort für expressionistisch geprägtes Spiel mit Schatten und ungewöhnlichen Kameraeinstellungen. Mit Ironie und Zynismus werde die amerikanische Justiz kritisiert, das Verhältnis zwischen Justiz und Politik hinterfragt sowie die Rolle der Medien beleuchtet. Vor seinem Durchbruch mit Der versteinerte Wald sei Humphrey Bogart hier in einer Nebenrolle als der Gangster zu sehen, der von Weldons Tochter erschossen wird.
Auf der Seite der Film Noir hieß es, dass sich Theaterstück sowie der Film im Kern mit einer relevanten Fragestellung und Zuspitzung der Ereignisse befassten und auch „keineswegs ungeschickt konstruiert“ worden seien. Leider würden sich einige Schauspieler und auch die Drehorte als „teils zu fade“ erweisen, „um die Ambivalenzen der Debatte wirklich auf den Punkt“ hätten bringen können. Bemerkenswert für einen US-amerikanischen Film dieser Zeit sei auch, dass Stella glaubt von Boni schwanger zu sein. Dass schon das Theaterstück floppte, zeigt, wie wenig das Publikum zu der Zeit auf die „Abgründe solcher Thematik vorbereitet“ war.
Christoph Hartung befasste sich eingehend mit dem Film und meinte, es sei schwierig, die gesellschaftliche Relevanz des Filmes einzuschätzen, da er in Deutschland erst 2008 veröffentlicht worden sei. Was das Werk über seine zeithistorische Einordnung hinaus interessant mache, sei die Mitwirkung von Humphrey Bogart, der diesen Film noch vor seinem Durchbruch gedreht habe und auch weil es der Film sei, der unmittelbar vor diesem Durchbruch entstanden sei. Regisseur Chester Erskine nütze „die weitgehende Beschränkung auf das Haus der Weldons als fast schon klaustrophobischen Handlungsort für expressionistisch geprägtes Spiel mit Schatten und ungewöhnlichen Kameraeinstellungen“.
Dennis Schwartz sprach von einem hysterischen Thriller mit der verworrenen Botschaft, dass für alle dasselbe Gesetz gelte, womit der Film zynisch umgehe. Er versuche auf eine eigene unbeholfene Art zu sagen, dass der Geist des Gesetzes wichtiger sei als die buchstabengetreue Befolgung eines Gesetzes. Die Schauspielerei sei manieriert und die Dreharbeiten theatralisch gewesennoch schlimmer aber sei die amoralische Schlussfolgerung des Films (der der Filmemacher anscheinend zustimme), dass man, wenn man eng mit dem Staatsanwalt verbunden sei, buchstäblich mit Mord davonkommen und dabei sogar mit gutem Gewissen dastehen könne. „Blödsinn!“

### Nachwirkung
Der Film wurde 1949, fünfzehn Jahre nach seiner Erstveröffentlichung, von Guaranteed Pictures Co. Inc. erneut ins Kino gebracht. Filmplakate zeigten einen gealterten Bogart, der jetzt jedoch an erster Stelle der Besetzungsliste stand. Aushangfotos waren so manipuliert worden, dass Humphrey Bogart in Action-Szenen zu sehen war, die im Film gar nicht vorkommen. Möglich sei es, dass das „allgemeine Ressentiment gegenüber der etwas betulichen und steifen Adaption des Broadway-Flops“ damit zu tun gehabt haben könnte, dass durch die Zweitverwertung (vermeintlich mit Bogart in der Hauptrolle) „falsche Erwartungen geweckt“ worden seien.